# 建築構造設計
建築構造（けんちくこうぞう、 (Architectural structure) )とは、建築物を構成する方法およびその力学的構造。建築物を形成する方法および全体的構成や骨組ならびに各部の下地や仕上げに至る細部構造までを含む。
構造設計(こうぞうせっけい、 (Structural design) )とはその建物を取り巻く諸条件を考慮し、（積雪はするか、液状化はするか、地盤はどうか、建物形状はどうか）その後その建物に対して必要と思われる安全性を定め、要求性能を満たす構造を設計することである。

## 概要
構造計算との違いは、構造計算プログラム等は機械的に、梁柱部材などの部材の構造計算をするだけなので、構造計算プログラムがあれば構造計算そのものは所定の定数や数値入力をするオペレーターがいれば結果は算出することができる。
しかしながら構造設計においては構造エンジニアが要らない訳ではない。最終的にあくまでも計算された結果をもとに設計がなされた構造設計が妥当かどうかの判断には、構造設計者の判断が必要となる。
一般的に構造設計は長期荷重に対して柱、梁、基礎の設計し、最低断面を決めた後に短期荷重への検討へと進める。建築の構造設計には冗長化（リダンダンシー）が重要であり、不静定次数の低い構造よりも、不静定次数の高い構造が好まれる。ラーメン構造などはブレース構造よりも不静定次数が高い。
建築の構造設計（構造工学、w:structural engineering)には以下各種設計法が存在し、建築基準法によって、構造設計手順は定められている。それらのルートを適切に選択することも構造設計者の仕事である。
- 許容応力度設計法（一次設計、二次設計）
- 終局強度設計法
- 限界状態設計法
- 性能基盤型設計法
- 時刻歴応答解析

実際の設計ではこれらの設計法を建物の種類や検証する性能に応じて組み合わせて使用されている。
建築確認申請を提出する際には、構造計算書を審査する機関にも考え方に相違があるが、構造設計者は自らの設計に対する考え方及びその根拠、工学的判断は必ず説明出来るようにする。また、現場は行く、行かないは構造設計者による考え方が異なり、もちろん現場に足を運んだ方がよいのは言うまでもない。

## 経済設計
建築の構法は無限にあるといわれているが、施主の要望や、デザイン上の条件等なければ一般的に構造設計者は経済設計を目指す。こうした経済設計を無視した設計はしばしば批判を浴びる。
長大スパンの鉄骨ラーメン構造の北京オリンピックの鳥の巣は、デザイン的には優れていても、膨大な予算オーバーとなった。なぜ建築家のいうがままになったのか、構造エンジニアとしての職能を放棄しているのではないかという立場である。
また、その一方で構造デザインによって長く愛されている例もあり、エッフェル塔は始めは疎まれていても、今は国民に愛される建造物となっていることを考えれば、こうした構造設計の考え方も許容できるのではないかという声もある。
また経済設計の行き過ぎた例には構造計算書偽造問題がある。

## 構造種別
- 木構造 (建築)
- 鉄筋コンクリート構造
- 鉄骨鉄筋コンクリート構造
- アルミニウム構造
- 鉄骨構造
- CFS建築
- 竹構造
- 紙管構造

## 建築構法
- 木造軸組構法
- ログハウス
- 壁式構造
- トラス構造
- ラーメン構造
- ブレース構造
- シェル構造
- 膜構造
- 折板構造
- 吊り構造
- プレストレスト構造
- プレキャスト構造
- 張弦梁構造
- 免震構造
- 制振構造